# Kloosterzande

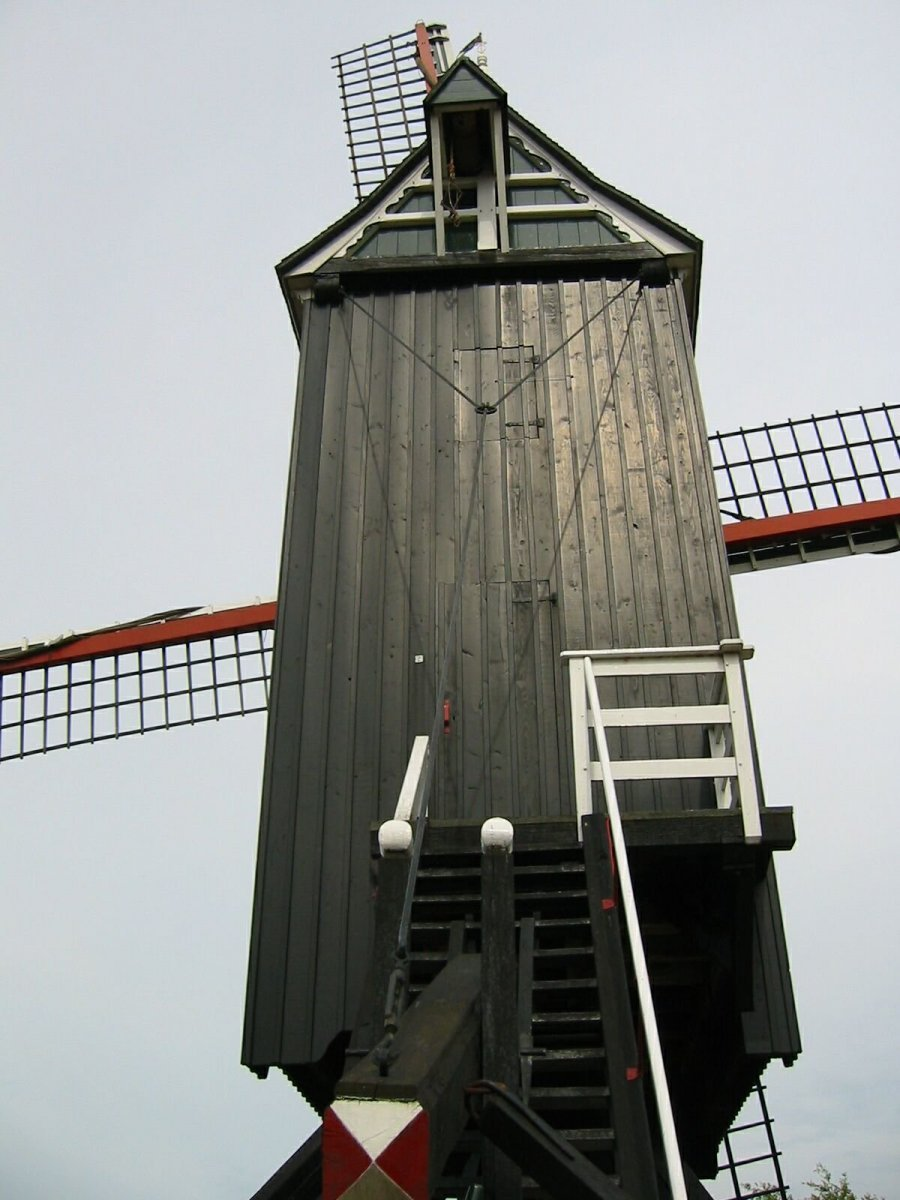
Kloosterzande: lo Standerdmolen, edificio classificato come rijksmonument

Kloosterzande  (in fiammingo orientale: Klôôster) è un villaggio di circa 3.400 abitanti della costa sud-occidentale dei Paesi Bassi, facente parte della provincia della Zelanda e situato nella regione delle Fiandre zelandesi. Dal punto di vista amministrativo, si tratta di una frazione del comune di Hulst; fino al 2002 aveva invece fatto parte del comune di Hontenisse, di cui era il capoluogo.

## Etimologia
Il toponimo Kloosterzande deriva da un monastero (klooster), lo Hof te Zande, fatto costruito in loco e che rappresentò la fondazione della cittadina (v. anche sezione "Storia").

## Geografia fisica

### Collocazione
Kloosterzande si trova nella parte nord-orientale della regione delle Fiandre zelandesi, a pochi chilometri della costa che si affaccia sulla Schelda occidentale (Westerschelde), tra le località di Terneuzen e Hulst (rispettivamente ad est/nord-est della prima e a nord della seconda)

### Suddivisione amministrativa
Buurtschappen
- Baalhoek
- Duivenhoek
- Kruisdorp
- Kruispolderhaven
- Strooienstad
- Tasdijk

Il villaggio di Kloosterzande ha inoltre assorbito nel corso dei secoli anche l'ex-villaggio di Groenendijk.

## Storia
Kloosterzande fu fondata nel XII secolo da monaci provenienti dall'abbazia Onze-lieve-vrouw Ten Duinen di Kokszijde (Belgio), che fecero costruire in loco una grangia, lo Hof te Zande. Di questo edificio, andato in parte distrutto nel corso della guerra degli ottant'anni, rimane soltanto la chiesa di inizio XVII secolo.
Nel 1814, Kloosterzande divenne il capoluogo del comune di Holtenisse.

## Monumenti e luoghi d'interesse

### Chiesa protestante
Tra gli edifici d'interesse di Kloosterzande, figura la chiesa protestante (Hervormde Kerk), eretta nel 1609 e un tempo parte dello Hof te Zande.

### Chiesa di San Martino
Un'altra chiesa di Kloosterzande è la Chiesa di San Martino, risalente al 1870.

### Edificio Collot
Un altro edificio d'interesse è l'edificio Collot (Pand Collot), fatto costruire dalla famiglia Collot d'Escury nel 1868, utilizzato in seguito anche come parte del municipio.

### Standerdmolen
A Kloosterzande, segnatamente nella frazione di Groenendijk, si trova inoltre un mulino a vento, lo Standerdmolen, risalente intorno al 1690 e ricostruito nel 1781.